# Hypereteone aestuarina
Hypereteone aestuarina är en ringmaskart som först beskrevs av Hartmann-Schröder 1959.  Hypereteone aestuarina ingår i släktet Hypereteone och familjen Phyllodocidae. Inga underarter finns listade i Catalogue of Life.